# Segunda División de Gibraltar 2018-19
La Segunda División de Gibraltar 2018-19 fue la edición número 103 de la Segunda División de Gibraltar. El torneo fue organizado por la Asociación de Fútbol de Gibraltar (GFA). La temporada empezó  el 15 de agosto de 2018 y terminó el 25 de mayo de 2019.

## Formato
Todos los partidos son jugados en el Estadio Victoria, allí los siete clubes participantes jugarán entre sí tres rondas bajo el sistema de todos contra todos totalizando 18  partidos cada uno. Al final de las veintiuno jornadas, el club con la mayor cantidad de puntos se coronará campeón y conseguirá ascender de manera directa a la Primera División de Gibraltar 2019-20; mientras que el subcampeón tendrá que jugar el partido de ascenso y descenso contra el noveno clasificado de la Primera División de Gibraltar 2018-19 para definir cual de los dos jugará en primera división la próxima temporada.
En junio de 2018, se sugirió que la Asociación de Fútbol de Gibraltar planeaba fusionar la Segunda División con la Primera División para formar un solo nivel para la temporada 2019-20.

## Datos de los clubes
| Club            | Entrenador                | Capitán            | Proveedor | Patrocinador             | 2017–18 |
| --------------- | ------------------------- | ------------------ | --------- | ------------------------ | ------- |
| Bruno's Magpies | David Wilson              | Ross Gray          | Nike      | GVC Holdings Chestertons | 3º      |
| College 1975    | Nolan Bosio               | Nazim Hughes       | Joma      |                          | 7º      |
| Europa Point    | José Ramón Rojas Escalona | Stefan Oliva       | Luanvi    | Sunborn Yacht Hotels     | 4º      |
| Hound Dogs      | Chris Gomez               | Ivan Borg          | Joma      | The Calpe Hounds         | 8º      |
| Leo FC          | Francisco Sanchez         | Clément Loubière   | Errea     |                          | 5º      |
| Manchester 62   | Jonathan Sodi             | Christian Toncheff | Joma      | CEPSA GIB                | 10º, PD |
| Olympique 13    | Ángel Parla-Díaz          | Andrew Lopez       | Uhlsport  | Hungry Monkey            | 2º      |

## Tabla de posiciones
No se otorgó ninguna promoción ya que la Segunda División se fusionó con la Premier Division al final de la temporada.
| Pos. | Club            | PJ | PG | PE | PP | GF | GC | DG  | Pts. | Clasificado a |
| ---- | --------------- | -- | -- | -- | -- | -- | -- | --- | ---- | ------------- |
| 1    | Bruno's Magpies | 18 | 15 | 2  | 1  | 91 | 19 | +72 | 47   | Campeón       |
| 2    | Europa Point    | 18 | 13 | 0  | 5  | 50 | 26 | +24 | 39   |               |
| 3    | Olympique 13    | 18 | 12 | 1  | 5  | 71 | 33 | +38 | 37   |               |
| 4    | Manchester 62   | 18 | 12 | 1  | 5  | 54 | 27 | +27 | 37   |               |
| 5    | College 1975    | 18 | 3  | 2  | 13 | 13 | 62 | −49 | 11   |               |
| 6    | Leo             | 18 | 3  | 1  | 14 | 23 | 62 | −39 | 10   |               |
| 7    | Hound Dogs      | 18 | 0  | 3  | 15 | 9  | 82 | −73 | 3    |               |

## Goleadores
Actualizado el 25 de mayo de 2019.
| Pos. | Jugador            | Club            | Goles |
| ---- | ------------------ | --------------- | ----- |
| 1    | Matheus Assumpção  | Bruno's Magpies | 28    |
| 2    | Robert Montovio    | Manchester 62   | 16    |
| 3    | Julian Lopez       | Europa Point    | 14    |
| 4    | Andrew Lopez       | FC Olympique 13 | 13    |
| 5    | Alejandro Carenote | FC Olympique 13 | 12    |